# Attalens
Attalens és un municipi suís del cantó de Friburg, situat al districte de la Veveyse.